# Plateau Cariboo
Le plateau Cariboo (en anglais : Cariboo Plateau) est un sous-plateau du plateau Fraser, dans la province de Colombie-Britannique au Canada.